# Le Diable de feu
Pour plus de détails, voir Fiche technique et Distribution.
Le Diable de feu (Der Feuerteufel) est un long métrage dramatique et historique allemand sorti en 1940, réalisé et interprété par Luis Trenker.

## Synopsis
Tout comme au Tyrol voisin, où, épris de liberté, Andreas Hofer et ses hommes se révoltent contre la servitude napoléonienne, en Carinthie, en 1809, le travailleur forestier (de) Valentin Sturmegger, surnommé Der Feuerteufel (le Diable de Feu), envisage également de libérer sa patrie bien-aimée du joug des occupants français. Il fait passer en contrebande des proclamations de séditions contre le régime napoléonien et mène des attaques sous forme de raids contre des officiers français. Lorsqu'il est surpris en train de faire l'une de ses actions, c'est la fille du commandant des rebelles, Maria Schmiederer, admirative de son courage, qui l'aide à s'échapper. Lorsque le père de Maria est sur le point d'être arrêté, il fait semblant d'être son père en se laissant arrêter, bien qu'il encoure la peine de mort.
En utilisant une ruse, il survit à sa propre fusillade et fait semblant d'être mortellement blessé, ce qui lui permet de s'échapper la nuit suivante. Ses partisans croient voir son fantôme lorsqu'il se présente devant eux lors d'une réunion secrète. Au dernier moment, Sturmegger a pu empêcher que ses hommes ne se démoralisent, car ils ne voyaient plus l'intérêt de continuer à lutter contre les forces françaises sans chef pour les guider. Désormais, Valentin prend lui-même la direction du groupe puisque Sturmegger s'est rendu à Vienne pour s'assurer de la protection impériale autrichienne en demandant l'aide de l' archiduc Johann mais il a été habilement écarté à Graz par le tacticien Metternich.
Napoléon, qui, impressionné par l'audace de Sturmegger, veut faire sa connaissance à Vienne. Il lui propose une carrière militaire dans son armée mais Valentin rejette brusquement sa demande. Lorsque le petit Corse a voulu l'arrêter, Valentin Sturmegger s'est enfui avec l'aide de la marquise de Chanel. De retour chez lui, il appelle ses compatriotes à attaquer les Français partout où cela est possible. Cependant, le traître Rafael Kröss menace de ruiner son plan, car il dirige des unités françaises directement dans son dos. Les combattants de la liberté autrichiens subissent de lourdes pertes et Schmiederer meurt également. Sturmegger en est réduit à fuir dans les montagnes. Enfin, en 1813, le vent tourne et les usurpateurs français sont chassés du pays.

## Fiche technique
- Titre français : Le Diable de feu[1]
- Titre original : Der Feuerteufel
- Musique originale : Giuseppe Becce
- Photographie : Albert Benitz, Albert Höcht, Klaus von Rautenfeld
- Monteur : Werner Jacobs, Gottlieb Madl
- Dates de sortie : 
  - France : 25 juillet 1941 (Moselle annexée)[1]

## Distribution
- Luis Trenker : Valentin Sturmegger
- Judith Holzmeister : Maria Schmiederer (comme Maria Holzmeister)
- Bertl Schultes : Clemens Schmiederer
- I. Inni : le général Henry
- Hilde von Stolz : marquise Antoinette de Chanel
- Fritz Kampers : le capitaine Münzer
- Franz Herterich : l'empereur François Ier d'Autriche
- Ernst Fritz Fürbringer : le prince von Metternich
- Erich Ponto : l'empereur Napoléon Bonaparte
- Claus Clausen : major Ferdinand von Schill
- Karl-Heinz Peters : le commissaire français (comme Carl-Heinz Peters)
- Walter Ladengast : Rafael Kröss, le traitre
- Ludwig Kerscher : Kluiber, agriculteur de Carinthie
- Vera Hartegg : la femme de chambre
- Ludwig Schmid-Wildy : Klotz, agriculteur de Carinthie
- Friedrich Ulmer : Reintaler, fermier de Carinthie
- Elise Aulinger : Schönleitnerin
- Sepp Nigg : Zoppel, fermier
- Lore Schuetzendorf : Frau Schoenleitner
- Kurt Meisel : archiduc Jean-Baptiste d'Autriche
- Ferdinand Exl : Purtscheller, fermier de Carinthie
- Paul Mederow : le général français Rusca
- Reinhold Pasch : Henri Daru, colonel français
- Karl Fochler : Burron, officier français
- Klaus Pohl : Kranewitter, fermier de Carinthie
- Carl Balhaus : garçon de ferme de Carinthie
- Anton Färber : garçon de ferme de Carinthie (comme Toni Färber)
- Julius Eckhoff : soldat français
- Karl Gelfius : le chanteur
- Luis Gerold : Holznagel, fermier
- Leopold Kerscher : jeune garçon de ferme
- Robert Thiem (en) : officier
- Aruth Wartan : le domestique avec un bandeau sur l'œil
- Gustav Decani :
- Manfred Meurer :
- Franz Reich :
- Eugen Schöndorfer :
- Toni Bichler :